# Бони Блу
Бони Блу (енгл. Bonnie Blue; Стејплфорд, 14. мај 1999) британска је порнографска глумица. Изазвала је контроверзе због снимања сексуалног садржаја са студентима и ожењеним мушкарцима, својих тврдњи да је имала секс са 1.057 мушкараца у једном дану и циља да има секс са што више мушкараца. Често снима с колегиницом Лили Филипс.

## Биографија
Рођена је 14. маја 1999. у Стејплфорду. Одрасла је с мајком, очухом и две полусестре. Никада није упознала биолошког оца. Током школовања, радила је у локалном супермаркету. Са 15 година почела је да излази с другом из разреда, а у фебруару 2022. венчали су се у Вестминстер и касније преселили у Аустралију.
Порнографску каријеру је започела снимањем за сајтове за одрасле, а касније је отворила OnlyFans. Убрзо је постала позната по снимању секса са 18-годишњацима. Јавно је делила своју локацију како би јој дошли мушкарци за бесплатан секс, а једини услов је био да пристану на снимање и објављивање видеа на интернет.
У јануару 2025. изјавила је да је имала секс с 1.057 мушкараца у једном дану, чиме је оборила светски рекорд. Мушкарци у њеним видеима углавном носе балаклаве. У априлу 2025. OnlyFans јој је бановао налог због кршења смерница.